# Копытовская
Копытовская — деревня в Верхнетоемском районе Архангельской области. Входит в состав Афанасьевского сельского поселения.

## География
Деревня расположена в юго-восточной части области на расстоянии примерно в 37 километрах по прямой к северо-западу от районного центра села Верхняя Тойма.
Часовой пояс
Деревня Копытовская как и вся Архангельская область, находится в часовой зоне МСК (московское время). Смещение применяемого времени относительно UTC составляет +3:00.

## Население
| 2002 | 2010 |
| ---- | ---- |
| 27   | ↗30  |

Национальный состав
Согласно результатам переписи 2002 года, в национальной структуре населения русские составляли 100 % из 32 чел..

## История
Указана в «Списке населённых мест по сведениям 1859 года» в составе 2-го стана Сольвычегодского уезда Вологодской губернии под номером «7954» как «Копытовская (Заборье)». Насчитывала 33 двора, 112 жителей мужского пола и 112 женского.